# DNA (TV-serie)
DNA är en dansk kriminalserie från 2019 som har svensk premiär på SVT1 och SVT Play den 8 mars 2020. Serien är regisserad av Henrik Ruben Genz och Kasper Gaardsøe baserat på manus skrivet av Torleif Hoppe och Nanna Westh.
Seriens andra säsong, som består av sex avsnitt, hade premiär i Danmark i december 2022 och kommer att visas på SVT med start den 19 maj 2023.

## Handling
Serien handlar om utredaren Rolf Larsen vid Köpenhamnspolisen. Ett fall med ett bortrövat barn är mer svårlöst än det först verkade. Spåren leder till Polen. Rolf Larsen måste resa dit och tvingas ta med sig sin tre månader gamla dotter på resan.
Seriens andra säsong utspelar sig fem år efter säsong 1. Rolf har skiljt sig från sin fru Marie och hon väntar nu barn med en annan. Barnet föds med en allvarlig leverskada, och jakten efter en passande donator inleds.

## Rollista (i urval)
- Anders W. Berthelsen – Rolf Larsen
- Nicolas Bro – Jarl Skaubo
- Charlotte Rampling – Claire Bobin
- Anders Heinrichsen – Jannik Vidt
- Jadwiga Jankowska-Cieslak – Prior Apolonia
- Frederik Johansen – Oliver Myhre
- Trine Pallesen – Astrid Oxlev
- Louise Mieritz – Eva Skaubo